# Fattori di licensing
I fattori di licensing (in inglese licensing factors, letteralmente fattori autorizzanti) sono un insieme di proteine che si assemblano nel complesso di pre-replicazione permettendo l'attivazione di un'origine di replicazione del DNA per dare inizio alla replicazione da quel punto. I fattori di licensing sono presenti fondamentalmente solo nelle cellule eucariote, mentre i procarioti adottano meccanismi più semplici per l'inizio della replicazione.

## Funzione dei fattori dilicensing
Le origini di replicazione rappresentano i siti di inizio della replicazione del DNA, per questo la loro attivazione (chiamata firing) deve essere finemente regolata per mantenere il corretto cariotipo della cellula. Le origini vengono autorizzate alla replicazione una sola volta per ciclo cellulare, evitando così di replicare più volte una medesima regione di DNA. 
Il controllo che fattori di licensing esercitano sul ciclo rappresenta un sistema flessibile, necessaria affinché diversi tipi di cellule in un organismo possano controllare la sincronizzazione della replicazione del DNA in base al proprio ciclo cellulare.

## Localizzazione dei fattori dilicensing
I fattori sono localizzati in aree cellulari differenti a seconda del tipo di organismo. Nei metazoi, ad esempio, sono comunemente sintetizzati nel citoplasma della cellula quindi importati nel nucleo quando richiesto. Diversa è la situazione in lievito, in cui sono i fattori presenti sono degradati e risintetizzati continuamente durante tutto il ciclo cellulare, ma si trovano localizzati nel nucleo per la maggior parte della loro esistenza.